# Swisttal
Swisttal é um município da Alemanha localizado no distrito do Reno-Sieg, região administrativa de Colônia, estado da Renânia do Norte-Vestfália.

## Vilarejos
- Heimerzheim
- Buschhoven
- Dünstekoven
- Essig
- Ludendorf
- Miel
- Ollheim
- Odendorf
- Morenhoven
- Straßfeld